# Кюн, Бруно
Бруно Кюн (нем. Bruno Kühn; 17 декабря 1901, Берлин — предположительно 1941 или 1944) — немецкий коммунист, участник движения Сопротивления в Германии.

## Биография
Бруно Кюн родился в рабочей семье, его младшая сестра Лотта вышла замуж за Вальтера Ульбрихта. В 1918 году вступил в Коммунистическую партию Германии. В эпоху Веймарской республики занимал руководящие должности в молодёжной коммунистической организации. Участвовал в Гражданской войне в Испании.
Во время Второй мировой войны переехал в СССР, чтобы в рядах партизан бороться с нацизмом. О времени и месте гибели Бруно Кюна имеется неоднозначная информация. В ГДР было распространено мнение о гибели Кюна в Белоруссии в 1941 году. Позднее появились сведения о том, что Бруно Кюн был десантирован в Нидерланды в августе 1943 года, арестован гестапо и расстрелян в Брюсселе в 1944 году. В ГДР имя Бруно Кюна носили многочисленные школы, пионерские лагеря и воинские подразделения.